# Brann Dailor
Brann Timothy Dailor (ur. 19 marca 1975) – amerykański perkusista i wokalista, znany przede wszystkim z występów w zespole metalu progresywnego Mastodon, którego członkiem pozostaje od 1999 roku.
Jego styl ma jazzowy i progresywno-rockowy charakter. Dave Grohl, były perkusista Nirvany i lider zespołu Foo Fighters, uważa Dailora za jednego z najlepszych perkusistów na świecie.
Przed założeniem zespołu Mastodon wraz z Billem Kelliherem (będącym obecnie gitarzystą Mastodona) był członkiem powstałej w Rochester grupy muzycznej Lethargy, która rozpadła się w 1999 wraz z przeprowadzką Dailora i Kellihera do Atlanty. Obaj muzycy byli również przez krótki czas w składzie zespołu metalowego Today is the Day.

## Filmografia
| Tytuł        | Rok  | Rola          | Uwagi                                   | Źródło |
| ------------ | ---- | ------------- | --------------------------------------- | ------ |
| "Gra o tron" | 2015 | jako Wildling | serial telewizyjny, odc. pt. "Hardhome" | [ 3 ]  |

## Nagrody i wyróżnienia
| Rok  | Kategoria    | Tytułem      | Nagroda                         | Uwagi     | Źródło      |
| ---- | ------------ | ------------ | ------------------------------- | --------- | ----------- |
| 2010 | Best Drummer | Brann Dailor | Metal Hammer Golden Gods Awards | Nominacja | [ 4 ]       |
| 2010 | Best Drummer | Brann Dailor | Revolver Golden Gods Awards     | Nominacja | [ 5 ] [ 6 ] |